# دارکوب‌های کج‌گردن
دارکوب‌های کج‌گردن (نام علمی: Yungipicus) نام یک سرده از زیرخانواده دارکوبیان است.